# Abul-Abbas

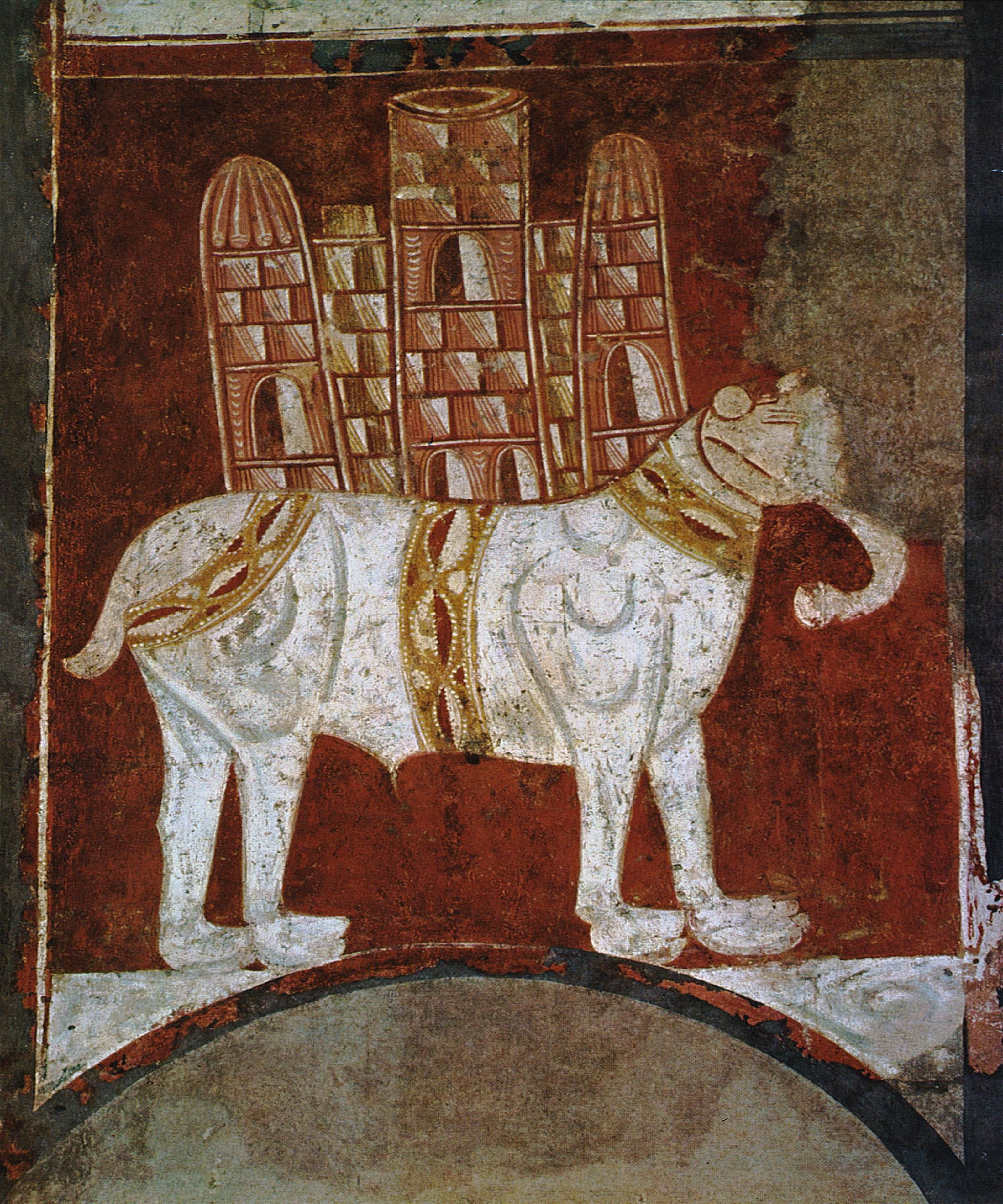
Bild av en vit krigselefant från 1000-talet, Spanien.

Abul-Abbas var den första elefanten på nordeuropeisk jord efter romartid, en vit asiatisk elefant som tidigare tillhört en indisk raja. Kalifen av Bagdad, Harun al-Rashid, gav denna elefant i gåva till kejsar Karl den store av Frankerriket 801 e.Kr.
Abul-Abbas resa till Europa började med skepp över Medelhavet som i oktober 801 landade i Porto Venere vid La Spezia med elefantens skötare, en judisk nordafrikan som hette Isak. Efter att ha tillbringat vintern i staden Vercelli påbörjades den långa marschen över Alperna när snön smält. Kejsarens residens i Aachen nåddes i juli år 802. Troligen blev han en uppskattad gåva. Abul-Abbas medverkade vid en del imponerande hovceremonier men skickades av någon anledning senare till staden Augsburg i det sydligare, nuvarande Bayern.
804 gjorde kung Godfred av Danmark revolt mot kejsaren. Han överföll en slavisk handelsplats nära Danmark och tvångsförflyttade allt folk till sin nybyggda marknadsplats i Hedeby för att därigenom försäkra sig om handelstullar och ge Danmark större inblandning i nordisk handel. Kejsaren skickade genast en här mot kung Godfred och kallade in sin elefant till krigstjänstgöring. Abul-Abbas var vid denna tid omkring fyrtio år och säkert inte i bästa hälsa, samt icke fullt acklimatiserad till europeiskt klimat. Han avled i lunginflammation efter att, förmodligen simmande, ha korsat Rhen.